# 4 Pułk Piechoty Królestwa Prus
4 Pułk Piechoty Królestwa Prus – pułk piechoty staropruskiej, sformowany w 1672 jako pułk piechoty Brandenburgii-Prus, państwa istniejącego na mapie Europy w latach 1618-1701. Liczył 8 kompanii i został ulokowany w garnizonie Küstrin (pol. Kostrzyn nad Odrą).
Przestał istnieć wraz z końcem Świętego Cesarstwa Rzymskiego w 1806. Akt kapitulacji III batalionu pułku miał miejsce w 1807 w Gdańsku.

## Szefowie pułku

### Przed powstaniem Królestwa
- 1672 General der Infanterie Christian Albrecht Graf zu Dohna, gubernator Küstrin
- 1677 Generalmajor Johann Albrecht Graf v. Barfus, później Generalfeldmarschall
- 1698 Generalmajor Christoph Graf zu Dohna, później General der Infanterie

### Po powstaniu Królestwa
- 1716 Februar Oberst Jakob v. Bechefer, później Generalleutnant
- 21 września 1731 Oberst Georg Rudolf v. Glaubitz, później Generalleutnant
- 7 września 1740 Oberst Konrad Heinrich v. d. Groeben, później Generalmajor
- 2 lipca 1744 Generalmajor Samuel v. Polentz
- 15 lipca 1745 Generalmajor Christoph Graf zu Dohna
- 30 października 1745 Generalmajor Carl Erhard v. Kalnein, później Generalleutnant
- 14 października 1757 Generalmajor Carl Friedrich v. Rautter
- 20 września 1758 Generalmajor Georg Reinhold v. Thadden, później gubernator Glatz
- 8 czerwca 1774 Oberst Friedrich v. Pelkowsky, później Generalmajor, komendant Koblencji
- 20 maja 1782 Oberst Albrecht Dietrich Gottfried Baron v. Egloffstein, 1786 Graf, później Generalmajor
- 12 lipca 1789 Generalmajor Benjamin v. Amaudruz
- 9 maja 1797 Oberst Wilhelm Heinrich Adolf v. Kalckreuth, później Generalfeldmarschall